# Христианское патриотическое движение

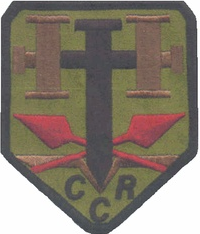
Значок отличия Хутари, христианской парамилитарной группировки

Христианское патриотическое движение (англ. Christian Patriot movement) — направление американского патриотического движения, которое опирается на христианский национализм. Идеология включает антиправительственные теории заговора. Как и более патриотическое движение в целом, направление продвигает ревизионистскую интерпретацию американской истории, в рамках которой утверждается, что федеральное правительство США повернулось против идей свободы и естественных прав, выраженных в Американской революции.

## Идеология
Первоначально движение было связано с группой Posse Comitatus, воинствующей ультраправой организацией конца 1980-х годов. Posse Comitatus следовал идеологии, основанной на учении его основателя Уильяма Поттера Гейла, который также был деятелем идентичного христианства, и большинство членов христианского патриотического движения придерживаются идеологии превосходства «белой расы» в версии идентичного христианства. Согласно идеологии христианского патриотического движения, правительства штатов и федеральные власти США являются участниками тайного заговора с целью лишить американцев их прав в качестве «суверенных граждан». Утверждается, что этот заговор может быть подорван с помощью различных ходатайств, опирающихся на английское общее право и другие источников, включая протестные ходатайства против того, как имя ответчика печатается в судебной жалобе. Эта идеология сохраняется, несмотря на многочисленные судебные решения, объявляющие такой подход юридически ничтожным.

## Статус
Движение усилилось в 1990-х годах после того, как осады Руби-Ридж и Уэйко, по мнению христианских патриотов, подтвердили их подозрения. Движение поддерживало связи с американским движением ополчения. Широко освещаемая конфронтация федеральных властей с христианскими патриотами произошла в 1996 году, когда служба федеральных маршалов арестовала «свободных людей Монтаны».
В 2009 году Южный центр правовой защиты бедноты заявил, что группы ополченцев могут переживать «патриотическое возрождение».